# Antonio Pietrangeli
Antonio Pietrangeli, född 19 januari 1919 i Rom, död 12 juli 1968 i Gaeta, Lazio, var en italiensk manusförfattare och filmregissör.

## Utmärkelser
Pietrangeli vann Nastro d'argentos priser för bästa regi och bästa manus 1966 för Io la conoscevo bene.

## Filmografi i urval
- 1943 – Köttets lust (manus)
- 1948 – Jorden skälver (manus)
- 1952 – Den stora kärleken (manus)
- 1953 – Il sole negli occhi (manus och regi)
- 1954 – Resa till Italien (manus)
- 1957 – Det hände i Rom (regi)
- 1960 – Adua - bordellflickan (manus och regi)
- 1965 – Io la conoscevo bene (manus och regi)
- 1966 – De förföriska (manus och regi)